# قندرون عريض الأوراق
قندرون عريض الأوراق (الاسم العلمي:Chondrilla latifolia) هو نوع من النباتات يتبع جنس القندرون من الفصيلة النجمية.